# Бастер Кітон
Джо́зеф Френк Кі́тон, відомий як Ба́стер Кі́тон (англ. Buster Keaton; 4 жовтня 1895 — 1 лютого 1966) — американський комедійний актор, режисер, сценарист та каскадер, який поряд із Чарлі Чапліном вважається одним із найвидатніших коміків усіх часів.
Кітон почав виступати у водевілі з трьох років разом із батьками у складі комедійного акробатичного тріо «Три Кітони». Кар'єру в кіно розпочав 1917 року як партнер відомого коміка Роско «Товстуна» Арбакла. З 1920 року став знімати власні фільми й виконувати в них головні ролі. Візитівкою робіт Кітона був його завжди незворушний, стоїчний вираз обличчя (за який він здобув прізвисько «Велике кам'яне обличчя»), майстерно виконані акробатичні трюки, тонка іронія. Пік його кар'єри припадає на другу половину 1920-х. З початком 1930-х у творчості Кітона настала криза — підписавши контракт із компанією «Метро-Голдвін-Маєр», він повністю втратив творчий контроль над створенням фільмів і був змушений зніматися в численних посередніх картинах. З 1940-х виступав у Європі в шоу-вар'єте разом із дружиною, на телебаченні у власному шоу, з'явився в невеликих камео-ролях у знаменитих фільмах «Бульвар Сансет», «Навколо світу за 80 днів», «Цей божевільний, божевільний, божевільний, божевільний світ» тощо.
Найвідоміші повнометражні фільми — «Три епохи» (1921), «Наша гостинність» (1923), «Шерлок-молодший» (1924), «Навігатор» (1924), «Генерал» (1926), «Пароплавний Білл», «Кінооператор» (1928).
Бастер Кітон відзначений двома зірками на Алеї слави Голлівуду та почесною премією «Оскар». 1999 року Американський інститут кіномистецтв помістив Кітона на 21-шу позицію у списку найвидатніших акторів століття.

## Життєпис

### Сім'я
Мати, Майра Кітон, дочка Ф. Л. Катлера, одного з власників бродячого цирку — «Десятицентове шоу Катлера-Браєнта». В одинадцять років вона вже грала на контрабасі, піаніно і корнеті, пізніше вона стала однією з перших у Сполучених Штатах жінкою-виконавицем соло на саксофоні.

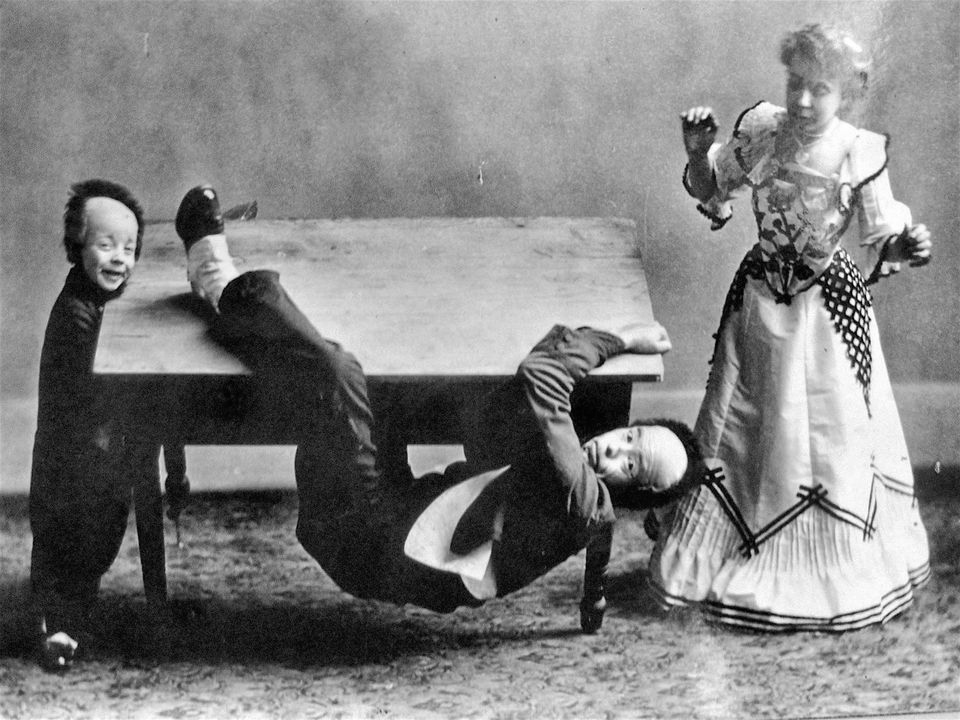

Батько, Джо Кітон, був партнером Гаррі Гудіні по спільному «Медичному шоу» (англ. Mohawk Indian Medicine Company). Батько Бастера танцював і робив сальто, його мати грала на саксофоні, а Гудіні показував карткові фокуси і вражав глядачів тим, що з надзвичайною легкістю звільнявся від наручників місцевого шерифа.
З трьох років Бастер став виступати з батьками. Театр колесив із гастролями, сім'я Кітонів виступала тільки в тих містах, де їх не могли притягнути до суду за використання дитячої праці. Талант хлопчика був очевидний. Публіка вибухала реготом, коли на сцені за спиною Кітона-старшого з'являвся його маленький двійник у такій самій перуці, такому самому одязі й майстерно копіював усі його жести. Через два роки батько поставив новий номер: батьки Бастера зображували сімейну сварку, кидаючи один в одного різними предметами і врешті починали кидатися власним сином. Кожен раз, коли хлопчик із гуркотом падав на сцену, він вставав, обтрушувався і без тіні посмішки вибачався перед глядачами: «Вибачте, я впав!». Публіка заходилася від сміху. Батько заборонив посміхатися на сцені, зауваживши, що глядачі регочуть сильніше, коли маленький артист виробляє сміховинні штуки, зберігаючи серйозний вираз обличчя. Шоу «Три Кітона» мало грандіозний успіх і Бастера Кітона чекало велике майбутнє, в чому мало хто сумнівався.

### Кар'єра
Кар'єра Бастера Кітона у кіно почалася 1917 року з його знайомства з Роско Арбаклом, який був у той час другим за популярністю кінокоміком після Чарлі Чапліна. Арбакл бачив Кітона на сцені й запропонував йому спробувати себе в кіно. Дебют Кітона відбувся у фільмі «Помічник м'ясника». Це була сцена, де Арбакл збиває Бастера з ніг, кидаючи в нього мішок борошна, знята з першої спроби без єдиного дубля.
Кітон полюбив кіно відразу і назавжди. Він навіть не звернув уваги на те, що його гонорар став у шість разів менший, ніж був у театрі. Головним партнером Арбакла за фільмами був його племінник Ел Сент-Джон. Але скоро Кітон затьмарив його. Роско Арбакл і Бастер Кітон стали не тільки прекрасними партнерами на екрані, вони стали друзями. У кількох перших фільмах Кітон працював тільки як актор, потім він став помічником режисера, сценаристом, постановником спецефектів. Його внесок майже відразу став очевидним. Він привніс свій тонший і витонченіший гумор, абсолютно не характерний для комедій Арбакла.
З 1917 по 1919 рік Кітон знявся в 15 короткометражних комедіях, зробивши «перерву» лише на Першу світову війну: у червні 1918 року він був мобілізований на фронт і провів у Франції в складі піхотної дивізії дев'ять місяців, мало не втративши слух. Повернувшись до Америки 1919 року, він продовжив працювати разом з Арбаклом, незважаючи на те, що інші студії пропонували йому в чотири рази більшу платню.
1920 року продюсер Джозеф Шенк надав Кітону студію і підписав із ним контракт на виробництво короткометражних комедій. Всесвітній успіх прийшов до Бастера Кітона майже відразу після виходу в прокат його першого короткометражного фільму «Один тиждень», що став хітом. Уже в перших комедіях Кітона виявилися його оригінальний гумор і унікальний стиль. За популярністю він поступався тепер лише Чарлі Чапліну і Гарольду Ллойду. За вісім наступних років Бастер Кітон зняв свої найкращі фільми, включаючи «Генерал» — шедевр, що входить сьогодні в десятку найкращих фільмів усіх часів.

Metro-Goldwyn-Mayer

Хоча кінець кар'єри Бастера Кітона і припав на початок ери звукового кіно, відбулося це не через те, що Кітон не зміг «пристосуватися» до звуку. На відміну від багатьох зірок німого кіно, які з появою звуку «зійшли з дистанції», він володів приємним голосом, чудово співав і танцював. Кітон мав нещастя укласти контракт із великою голлівудською кіностудією «Метро-Голдвін-Майєр» — контракт, через який він позбувся незалежності та творчої свободи і який згодом називав «найбільшою помилкою в житті». Продюсери і студійні боси навіть не розглядали ідею, щоб Кітон сам ставив звукові фільми. Вони вважали, що «краще» за Кітона знають, як знімати комедії. У звукових комедіях студії «Метро-Голдвін-Майєр» Кітон працював тільки як актор. Студія зруйнувала його режисерську кар'єру.
Усе це привело Кітона до глибокої депресії і алкоголізму. 1933 року, хоча термін контракту ще не закінчився, студія звільнила Кітона (в цьому звільненні не останню роль зіграли і його відносини з головою студії Луїсом Майєром). Ні на одній з інших шести великих Голлівудських студій роботи для нього не знайшлося і Кітона визнали банкрутом. Він втратив свій величезний статок, свою розкішну віллу, свою сім'ю. І, що було найгірше, він втратив свою улюблену справу.
Але Бастер Кітон володів твердим характером. За досить короткий час він вийшов із критичного стану. Після боротьби з алкоголізмом і роботи у кількох європейських комедіях, Кітон підписав контракт на виробництво короткометражних фільмів із малобюджетною студією «Едьюкейшнл пикчерс». 1937 року, коли кіностудія «Едьюкейшнл пикчерс» розорилася і припинила своє існування, Кітон повернувся на «Метро-Голдвін-Майєр».
Тільки наприкінці 1950-х років, після двох десятків років роботи постановником трюків і сценаристом, характерних і епізодичних ролей, почалася нова хвиля популярності Бастера Кітона. Відомий колекціонер і прокатник фільмів Реймонд Рохауер викупив права на «Генерала» та інші німі фільми Кітона, які всі ці роки повільно руйнувалися в сховищах студії «Метро-Голдвін-Майєр». Комедії Кітона побачило нове покоління глядачів. Кітона відразу визнали генієм, і 1959 року йому дали спеціальну премію «Оскар» «за унікальний артистичний дар, який забезпечив безсмертя німої комедії». 1962 року «Генерал» із величезним успіхом був знову показаний на кіноекранах у рамках ретроспективи його фільмів. А 1965-го учасники Венеціанського кінофестивалю п'ятнадцять хвилин стоячи аплодували Бастеру Кітону після показу його німих комедій.

### Особисте життя

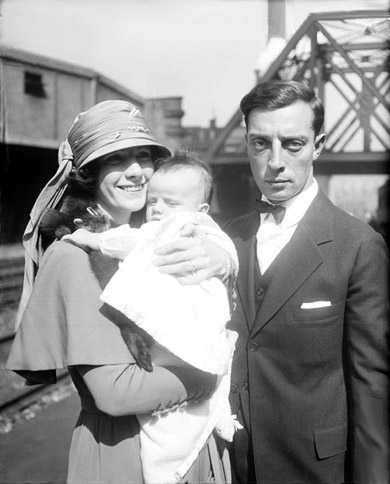
Бастер Кітон з дружиною Наталі Толмадж та сином, 1922 рік

1921 року Кітон одружився з акторкою Наталі Толмадж. У них народилося два сини — Джеймс (1922—2007) і Роберт (1924—2009). Після народження Роберта Наталі, як і її сестри, вирішила більше не мати дітей і зрештою ночувала в окремій спальні. Кітон пригрозив їй: якщо він не отримуватиме сексу удома, то шукатиме його поза домом. Після цього Толмадж найняла приватних детективів, які за ним слідкували. Так ще одружений у 1920-х Кітон крутив складні романи з акторками Кетлін Кі і Дороті Себастіан. Ще однією причиною була любов Наталі Толмадж до моди — вона витрачала на вбрання майже третину його гонорарів. Нарешті, 1932 року вони розлучилися. При розлученні Толмадж забрала його майно і заборонила бачитися з синами (Джеймс і Роберт після розлучення стали носити прізвище матері). Кітон возз'єднався з синами тільки тоді, коли обом виповнилося по 18 років. Через невдалий перший шлюб і втрату незалежності як режисера Кітон почав пити (і надалі стверджував, що нічого не пам'ятає про цей період життя, назвавши його «алкогольним затьмаренням»).
1933 року він одружився з медсестрою Мей Скрівен, яка пізніше стверджувала, що до закінчення їхнього шлюбу навіть не знала, що була одружена з колишньою кінозіркою. Їх шлюб закінчився 4 липня 1935 року, коли Мей зловила чоловіка на місці злочину в компанії Лії Клемпітт Сьюелл у Санта-Барбарі. Їхнє розлучення завершилося 1936 року і теж завдало удару по фінансовому становищу Кітона.
1940 року Кітон одружився з Еліонор Норріс (1918—1998), молодшою за нього на 23 роки. З нею він і прожив до кінця життя. Як і Кітон, Елеонора померла від раку легенів 1998 року, у віці 80 років.

### Смерть

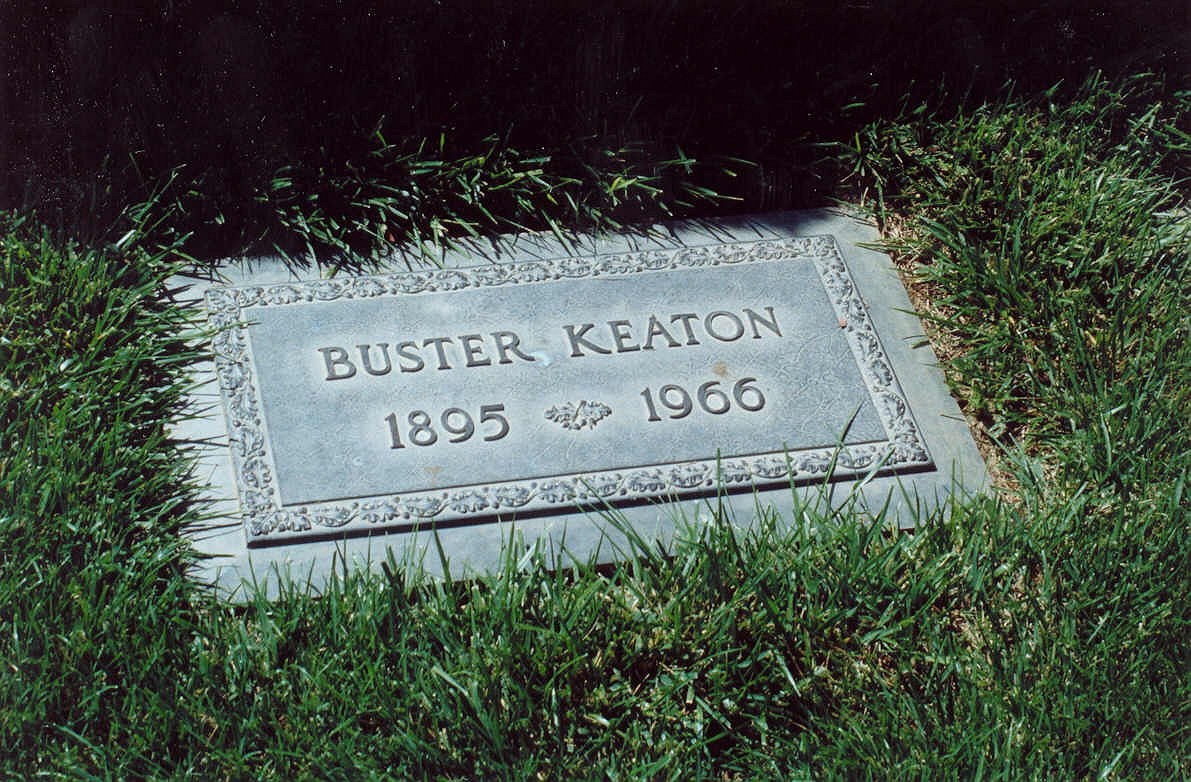
Могильна плита Бастера Кітона

Кітон помер від раку легенів 1 лютого 1966-го у віці 70 років у Каліфорнії. Лікарі діагностували хворобу в січні 1966-го, проте Кітон так і не дізнався про свій справжній діагноз. Він думав, що лікується від бронхіту. Перебуваючи в лікарні до останніх днів, Кітон був неспокійним і раз у раз ходив кімнатою, сподіваючись повернутися додому.

## Фільмографія

### Сценарист
- 1935 — Ніч в опері / A Night At The Opera

### Режисер
- 1938 — Голлівудська перешкода / Hollywood Handicap
- 1938 — Прискорений свінг / Streamlined Swing
- 1938 — Життя в одному місті, США / Life in Sometown, U.S.A.
- 1946 — Одружуватися легко / Easy to Wed
- 1951 — Вибачте мій прах / Excuse My Dust

### Актор
| - 1917 — Помічник м'ясника / The Butcher Boy - 1917 — Грубий будинок / The Rough House - 1917 — Його шлюбна ніч / His Wedding Night - 1917 — Ох, лікарю! / Oh Doctor! - 1917 — Коні-Айленд / Coney Island - 1917 — Сільський герой / A Country Hero - 1918 — Дикий Захід / Out West - 1918 — Коридорний / The Bell Boy - 1918 — Самогон / Moonshine - 1918 — На добраніч, сестричко! / Good Night, Nurse! - 1918 — Кухар / The Cook - 1919 — Герой пустині / A Desert Hero - 1919 — За кулісами / Back Stage - 1919 — Селюк / The Hayseed - 1919 — Гараж / Garage - 1920 — Підсумок новин / Round-Up - 1920 — Йолоп / The Saphead - 1927 — Пародії / Character Studies - 1928 — Кінооператор / The Cameraman - 1929 — Голлівудське ревю 1929 / The Hollywood Revue of 1929 - 1930 — Холостий і безтурботний / Free and Easy - 1930 — Піхотинці / Doughboys - 1931 — Кабінет, спальня і ванна / Parlor, Bedroom and Bath - 1931 — Слизькі перли / The Slippery Pearls - 1931 — Тротуари Нью-Йорка / Sidewalks of New York - 1932 — Пристрасний водопровідник / The Passionate Plumber - 1932 — Говоріть простіше / Speak Easily - 1933 — Що?! Немає пива? / What! No Beer? - 1935 — Палука від Падуки / Palooka from Paducah - 1935 — Сільська любов / Hayseed Romance - 1935 — Чоловік з квартири Е / The E-Flat Man - 1935 — Боязкий хлопець / The Timid Young Man - 1936 — Загарбник / The Invader - 1936 — Зірки «Санкіста» в Палм-Спрінгс / Sunkist Stars at Palm Springs - 1936 — Троє на гілці / Three on a Limb - 1936 — Хімік / The Chemist - 1937 — Тюремна приманка / Jail Bait - 1937 — Дітто / Ditto | - 1939 — Чума із Заходу / Pest from the West - 1939 — Плентаючись по Джорджії / Mooching Through Georgia - 1940 — Нічого, окрім задоволення / Nothing But Pleasure - 1940 — Приборкання сітки для волосся / The Taming of the Snood - 1940 — Молодий місяць / New Moon - 1940 — Говорить привид / The Spook Speaks - 1940 — Її як і раніше переслідує негідник / The Villain Still Pursued Her - 1940 — Маленький Ебнер / Li'l Abner - 1940 — Його колишня залишає слід / His Ex Marks the Spot - 1940 — Вибачте, але ситуація зобов'язує / Pardon My Berth Marks - 1941 — Так що не скаржтеся / So You Won't Squawk - 1941 — Вона — нафтова свердловина / She"s Oil Mine - 1943 — Вічність і один день / Forever and a Day - 1944 — Я кохаю тебе, Сан-Діего / San Diego I Love You - 1945 — Це Дух / That's the Spirit - 1945 — Та ніч з тобою / That Night with You - 1946 — Божий край / God's Country - 1946 — Сучасна Синя Борода / El moderno Barba Azul - 1949 — Привабливий обман / The Lovable Cheat - 1949 — Ти для мене все / You're My Everything - 1950 — Чудові часи / Herrliche Zeiten - 1950 — Бульвар Сансет / Sunset Blvd - 1952 — Рай для Бастера / Paradise for Buster - 1952 — Вогні рампи / Limelight - 1956 — Навколо світу за 80 днів / Around the World in Eighty Days - 1960 — Пригоди Гекльберрі Фінна / The Adventures of Huckleberry Finn - 1961 — Одного разу (Сутінкова зона) / The Twilight Zone - 1963 — Цей шалений, шалений, шалений, шалений світ / It's a Mad Mad Mad Mad World - 1963 — Тріумф Лестера Снепвелла / The Triumph of Lester Snapwell - 1965 — Сержант Мертва Голова / Sergeant Deadhead - 1965 — Залізничник / The Railrodder - 1965 — Як впоратися з диким бікіні / How to Stuff a Wild Bikini - 1965 — Бастер Кітон знову на коні / Buster Keaton Rides Again - 1965 — Пляжне бінго / Beach Blanket Bingo - 1966 — Писака / The Scribe - 1966 — Веселий випадок по дорозі на Форум / A Funny Thing Happened on the Way to the Forum - 1966 — Два моряка і генерал / Two Marines and a General |

### Режисер і актор
| - 1920 — Сусіди / Neighbors - 1920 — Один тиждень / One Week - 1920 — Засуджений № 13 / Convict 13 - 1920 — Опудало / The Scarecrow - 1921 — Будинок з привидами / The Haunted House - 1921 — Три епохи / Three Ages - 1921 — Електричний будинок / The Electric House - 1921 — Невдача / Hard Luck - 1921 — Таємний знак / The «High Sign» - 1921 — Цап-відбувайло / The Goat - 1921 — Човен / The Boat - 1921 — Театр / The Playhouse - 1922 — Коваль / The Blacksmith - 1922 — Блідношкірий / The Paleface - 1922 — Родичі дружини / My Wife‘s Relations - 1922 — Замерзла північ / The Frozen North - 1922 — Поліцейські / Cops - 1922 — Мрії / Daydreams - 1923 — Помішаний на повітряних кулях / The Balloonatic - 1923 — Наша гостинність / Our Hospitality - 1923 — Любовне гніздечко / The Love Nest | - 1924 — Навігатор / Navigator - 1924 — Шерлок-молодший / Sherlock, Jr. - 1925 — Сім шансів / Seven Chances - 1925 — На Захід / Go West - 1926 — Боротьба Батлера / Battling Butler - 1926 — Генерал / General - 1927 — Коледж / College - 1928 — Пароплавний Білл / Steamboat Bill, Jr. - 1928 — Кінооператор / The Cameraman - 1929 — Шлюб на зло / Spite Marriage - 1934 — Алле-оп! / Allez Oop - 1934 — Король Єлисейських полів / Le roi des Champs-Elysees - 1934 — Золото привидів / The Gold Ghost - 1935 — Зірки і смуги / Tars and Stripes - 1935 — Елмер в перегонах / One Run Elmer - 1936 — Блакитне полум'я / Blue Blazes - 1936 — Змішана магія / Mixed Magic - 1936 — Опера «великого шолома» / Grand Slam Opera - 1937 — Любовне гніздечко на колесах / Love Nest on Wheels - 1939 — Голлівудська кавалькада / Hollywood Cavalcade - 1949 — Старим добрим літом / In the Good Old Summertime |

## Цікаві факти
- Одним із прізвиськ Кітона було «Людина з кам'яним обличчям» або «Комік без усмішки». Його здатність розігрувати на екрані найбезглуздіші та абсурдні ситуації, зберігаючи при цьому абсолютно незворушний вираз обличчя, багаторазово посилювала комічний ефект його гри.Бастер Кітон (праворуч)

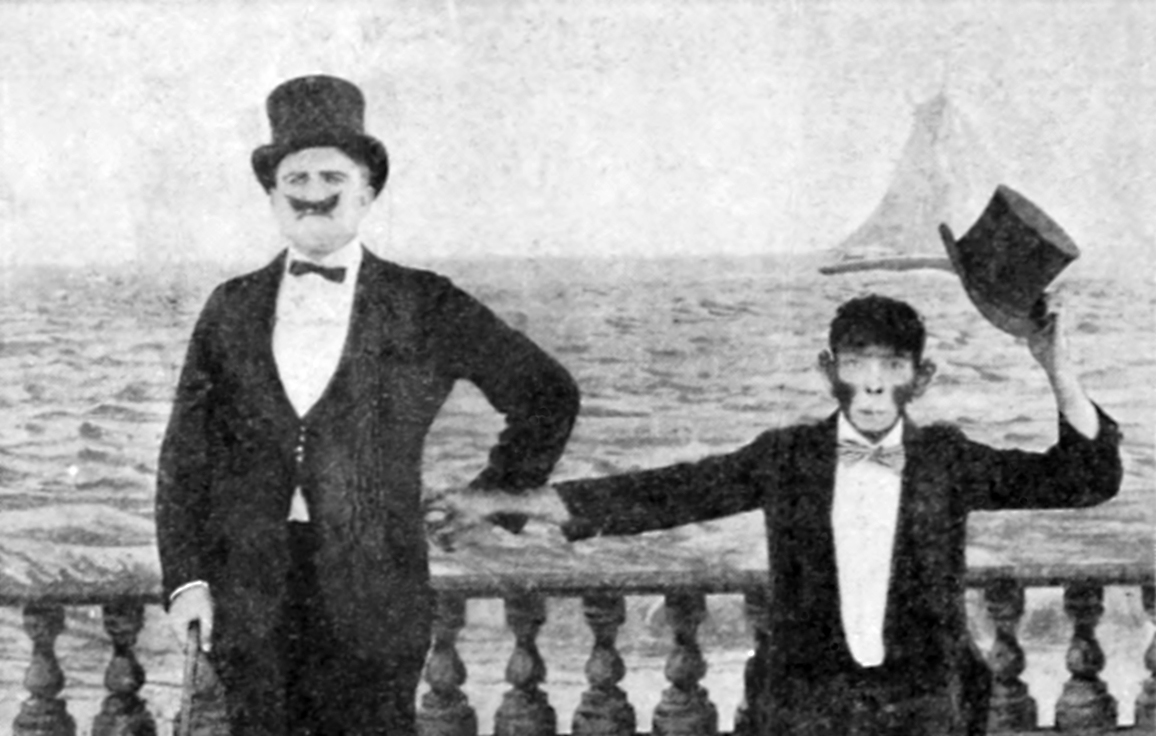
Бастер Кітон (праворуч)

- За нью-йоркськими законами на сцену не допускалися діти молодші ніж сім років. Коли Кітону було п'ять, Тоні Пастор надав свідчення під присягою, що Бастеру вже сім.
- Щоб уникнути неприємностей із захисниками дітей, менеджери деяких театрів рекламували Кітона як карлика і веліли батькам одягати його відповідно.
- Образ Кітона був використаний для створення образу головного героя оскароносного мультфільму «Фантастичні літаючі книги містера Морріса Лессмора» (2011).